# Маденієт (Кзилкогинський район)
Маденіє́т (каз. Мәдениет) — село у складі Кзилкогинського району Атирауської області Казахстану. Входить до складу Жамбильського сільського округу.
У радянські часи село називалось Бескала.
Населення —  (2021; 89 у 2009, 354 у 1999,  у 1989).